# Kommunalwahlrecht (Niedersachsen)
Im Land Niedersachsen werden gem. §§ 1 und 2 des Niedersächsischen Kommunalwahlgesetzes (NKWG) bei den Kommunalwahlen 
- der Rat der Gemeinde bzw. Rat der Stadt,
- der Kreistag,
- der/die Bürgermeister/-in
- der/die Landrat/-rätin des Landkreises

gewählt.
Sonstige nach diesem Wahlrecht durchzuführende Wahlen sind Wahlen
- des Ortsrates oder des Stadtbezirkes, sofern solche gebildet werden,
- des Samtgemeinderates, sofern die Gemeinde einer Samtgemeinde angehört
- der Regionsversammlung (in der Region Hannover)
- des Samtgemeindebürgermeisters/der Samtgemeindebürgermeisterin
- des Oberbürgermeisters/der Oberbürgermeisterin (in Großstädten)
- des Regionspräsidenten/der Regionspräsidentin (in der Region Hannover)